# 镇海军港节

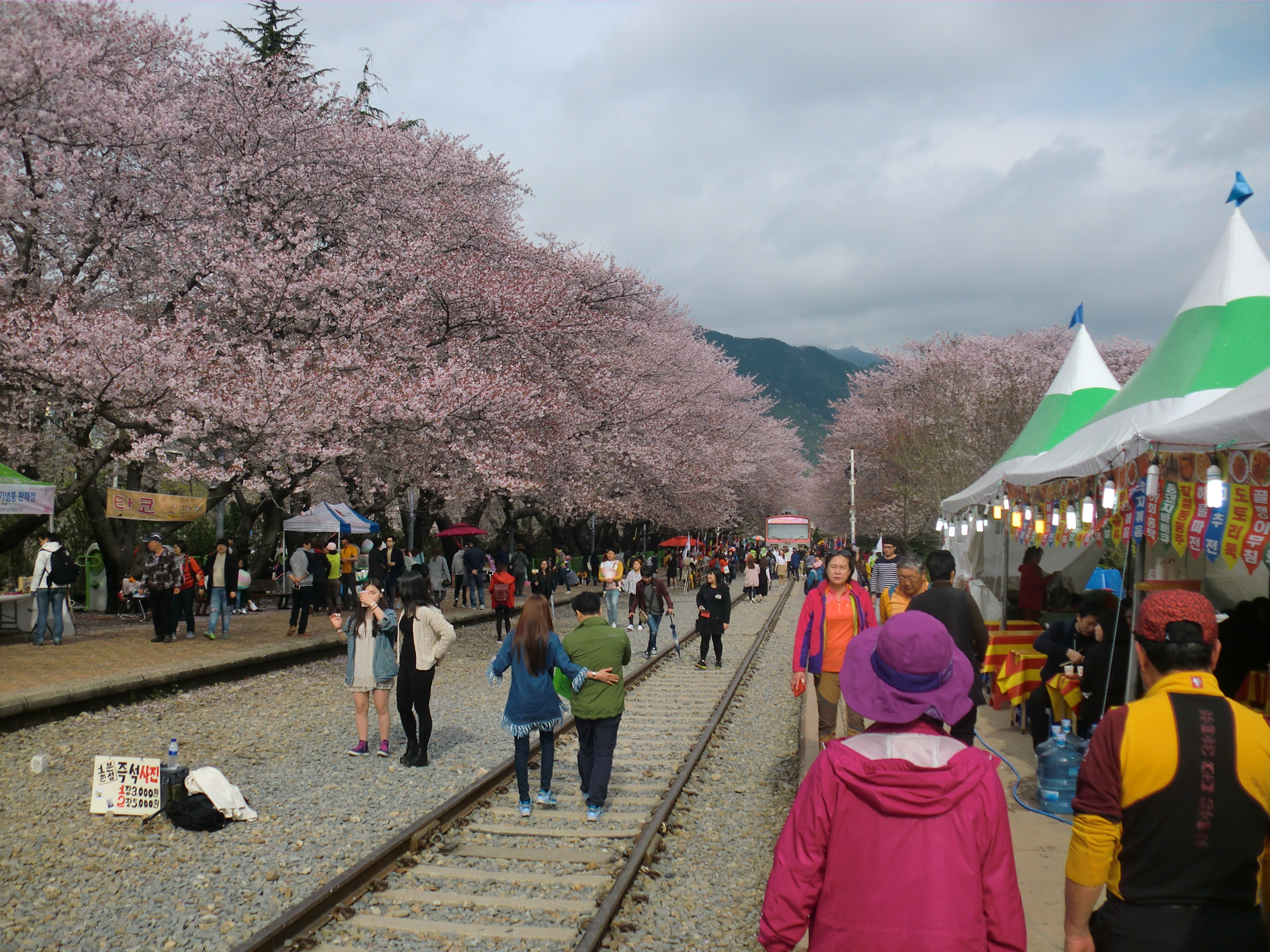
2016年的镇海军港节

镇海军港节（韓語：진해군항제）是韩国最大规模的赏樱庆典。

## 历史
1952年在韩国慶尚南道昌原市镇海区建成一座公园纪念朝鲜王朝将军李舜臣，1963年开始在此举办军港节纪念这位英雄，以后每年4月1日至10日都会定期举办，逐渐成为一项当地传统活动，吸引游客来观光的同时也拉动当地经济。因为当地有许多樱花树，因此赏樱也成为活动项目之一。
2020年2月27日，因为2019冠狀病毒病疫情在韩国持续扩散，昌原市长许成武宣布取消當年的赏樱庆典，这也是活动自开办57年以来首次取消。